# Tengen (Allemagne)
Pour les articles homonymes, voir Tengen.
Tengen est une ville de Bade-Wurtemberg (Allemagne), située dans l'arrondissement de Constance, dans le district de Fribourg-en-Brisgau.

Panorama de Tengen.

## Personnalités liées à la ville
- Franz Christoph von Scheyb (1704-1777), poète né à Tengen.
- Andreas Gruschke (1960-2018), journaliste né à Blumenfeld.
- Otto Sauter (1961-), trompettiste né à Tengen.